# Stanisław Winczewski

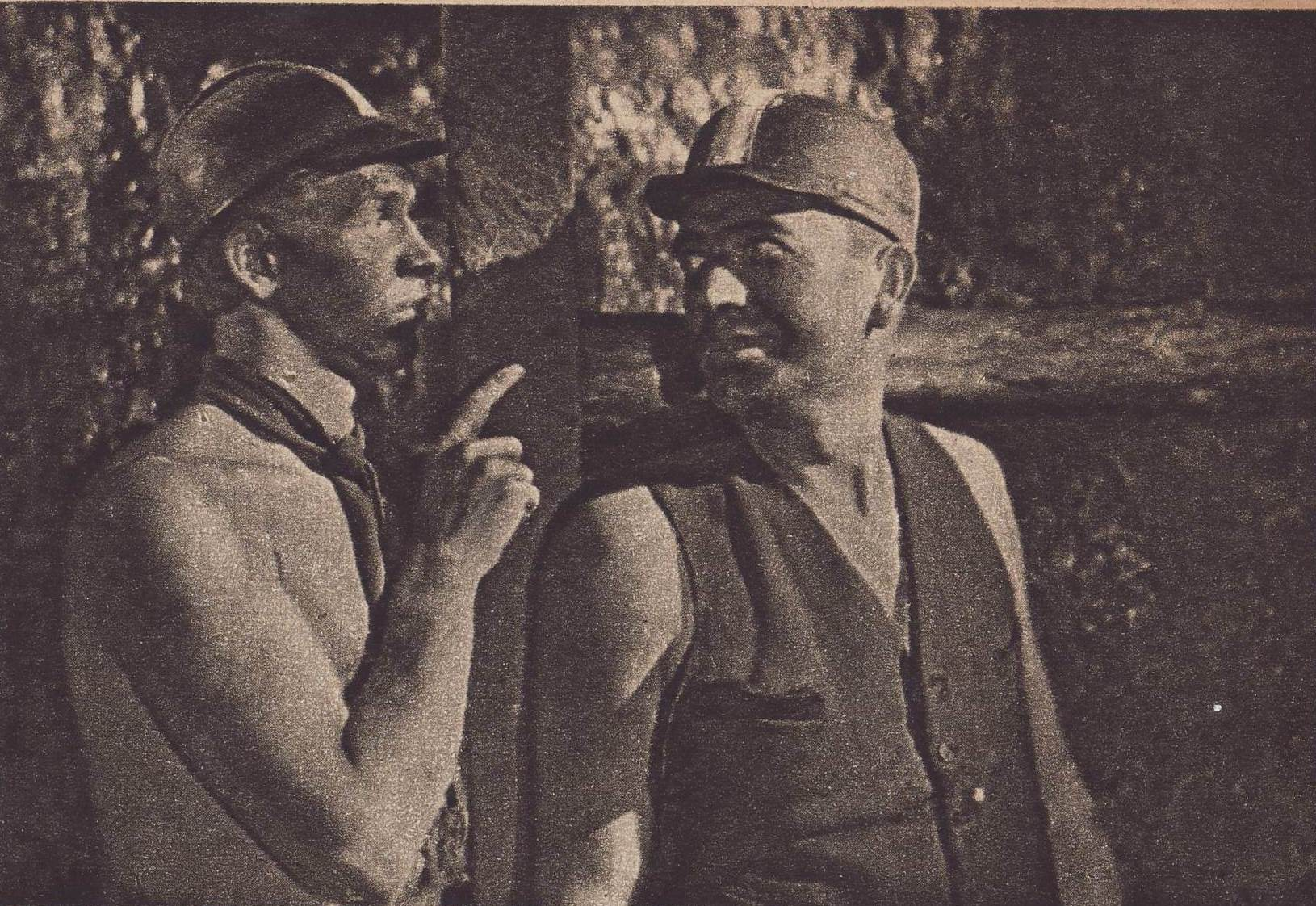
Tadeusz Łomnicki i Stanisław Winczewski jako górnicy w filmie Stalowe serca

Stanisław Winczewski (ur. 1 stycznia 1908 w Łodzi, zm. 24 grudnia 1972 w Otwocku) – polski aktor i reżyser teatralny.
Od 1929 pobierał naukę w Państwowej Szkole Dramatycznej w Warszawie, w 1932 otrzymał dyplom ukończenia i wyjechał do Łodzi, gdzie występował na scenach Teatrów Miejskich. W sezonie 1935/1936 występował w Teatrze Miejskim w Bydgoszczy, a rok później w Teatrze Polskim w Poznaniu. W 1937 powrócił na dwa lata do Bydgoszczy, ale latem 1939 wyjechał do Warszawy aby wstąpić do zespołu aktorów Teatru 8.15. Podczas II wojny światowej grał w jawnie działającym Teatrze Nowym. W sezonie 1945/1946 grał w Teatrze Polskim w Bydgoszczy, a następnie przeniósł się do Teatru im. Stanisława Wyspiańskiego w Katowicach, gdzie poza grą aktorską reżyserował spektakle. Pięć lat później przeniósł się do Łodzi gdzie grał kolejno w Teatrze Małym (1951/1952), Teatrze Nowym (1952/1953) oraz w Teatrze im. Stefana Jaracza (od 1953 do 1957). Od 1957 do 1962 występował na deskach Teatru Dramatycznego w Warszawie, a od 1962 do 1966 w katowickim Teatrze im. Stanisława Wyspiańskiego. W 1966 wrócił do Warszawy i został aktorem w Teatrze Klasycznym, w 1972 scenę tę rozwiązano i Stanisław Winczewski przystąpił do trupy aktorskiej Teatru Rozmaitości, gdzie świętował czterdziestolecie pracy scenicznej. Zmarł 24 grudnia 1972 i spoczął na cmentarzu Bródnowskim (kw. 23A-V-8).

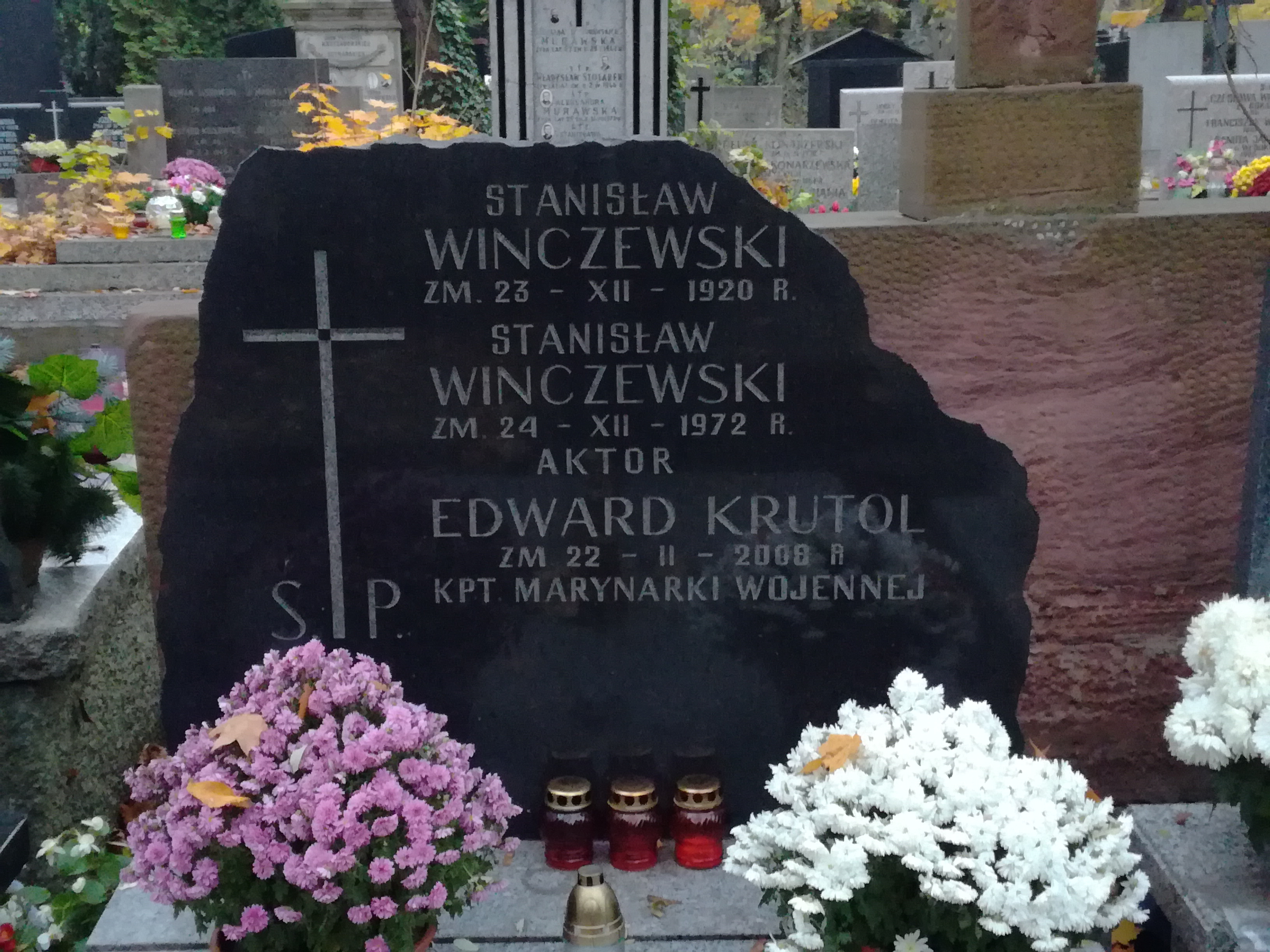
Grób Stanisława Winczewskiego na cmentarzu Bródnowskim

## Kariera zawodowa
- Teatr Miejski Łódź 1932 – 1935 aktor
- Teatr Miejski w Bydgoszczy 1935 – 1936 aktor
- Teatr Polski w Poznaniu 1936 – 1937 aktor
- Teatr Miejski Bydgoszcz 1937 – 1939 aktor
- Teatr Polski w Bydgoszczy 1945 – 1946 aktor
- Teatr Śląski im. Stanisława Wyspiańskiego Katowice 1946 – 1951 aktor i reżyser
- Teatr Mały (Połączone Teatry Muzyczne) Łódź 1951 – 1952 aktor
- Teatr Nowy Łódź 1952 – 1953 aktor
- Teatr im. Stefana Jaracza w Łodzi 1953 – 1957 aktor i reżyser
- Teatr Dramatyczny w Warszawie 1957 – 1962 aktor
- Teatr Śląski im. Stanisława Wyspiańskiego Katowice 1962 – 1966 aktor
- Teatr Klasyczny w Warszawie 1966 – 1972 aktor

## Filmografia
- 1948: Stalowe serca
- 1961: Dwaj panowie N